# Họ Sơ ri
Họ Sơ ri hay còn gọi là họ Kim đồng, họ Dùi đục (danh pháp khoa học: Malpighiaceae) là một họ của khoảng 65-70 chi thực vật có hoa trong bộ Sơ ri (Malpighiales), có nguồn gốc ở các khu vực nhiệt đới và cận nhiệt đới, chủ yếu phân bổ ở khu vực Nam Mỹ.
Các chi
| - Acmanthera - Acridocarpus - Adelphia - Aenigmatanthera - Alicia - Amorimia - Aspicarpa - Aspidopterys - Banisteriopsis - Barnebya - Blepharandra - Brachylophon - Bronwenia - Bunchosia - Burdachia - Byrsonima - Calcicola - Callaeum - Camarea | - Carolus - Caucanthus - Christianella - Coleostachys - Cordobia - Cottsia - Diacidia - Dicella - Digoniopterys - Dinemagonum - Dinemandra - Diplopterys - Echinopterys - Ectopopterys - Excentradenia - Flabellaria - Flabellariopsis - Gallardoa - Galphimia | - Gaudichaudia - Glandonia - Heladena - Henleophytum - Heteropterys - Hiptage - Hiraea - Janusia - Jubelina - Lasiocarpus - Lophanthera - Lophopterys - Madagasikaria - Malpighia - Malpighiodes - Mascagnia - Mcvaughia - Mezia - Microsteira | - Mionandra - Niedenzuella - Peixotoa - Philgamia - Psychopterys - Pterandra - Ptilochaeta - Rhynchophora - Spachea - Sphedamnocarpus - Stigmaphyllon - Tetrapterys - Thryallis - Triaspis - Tricomaria - Triopterys - Tristellateia - Verrucularia |

## Hình ảnh

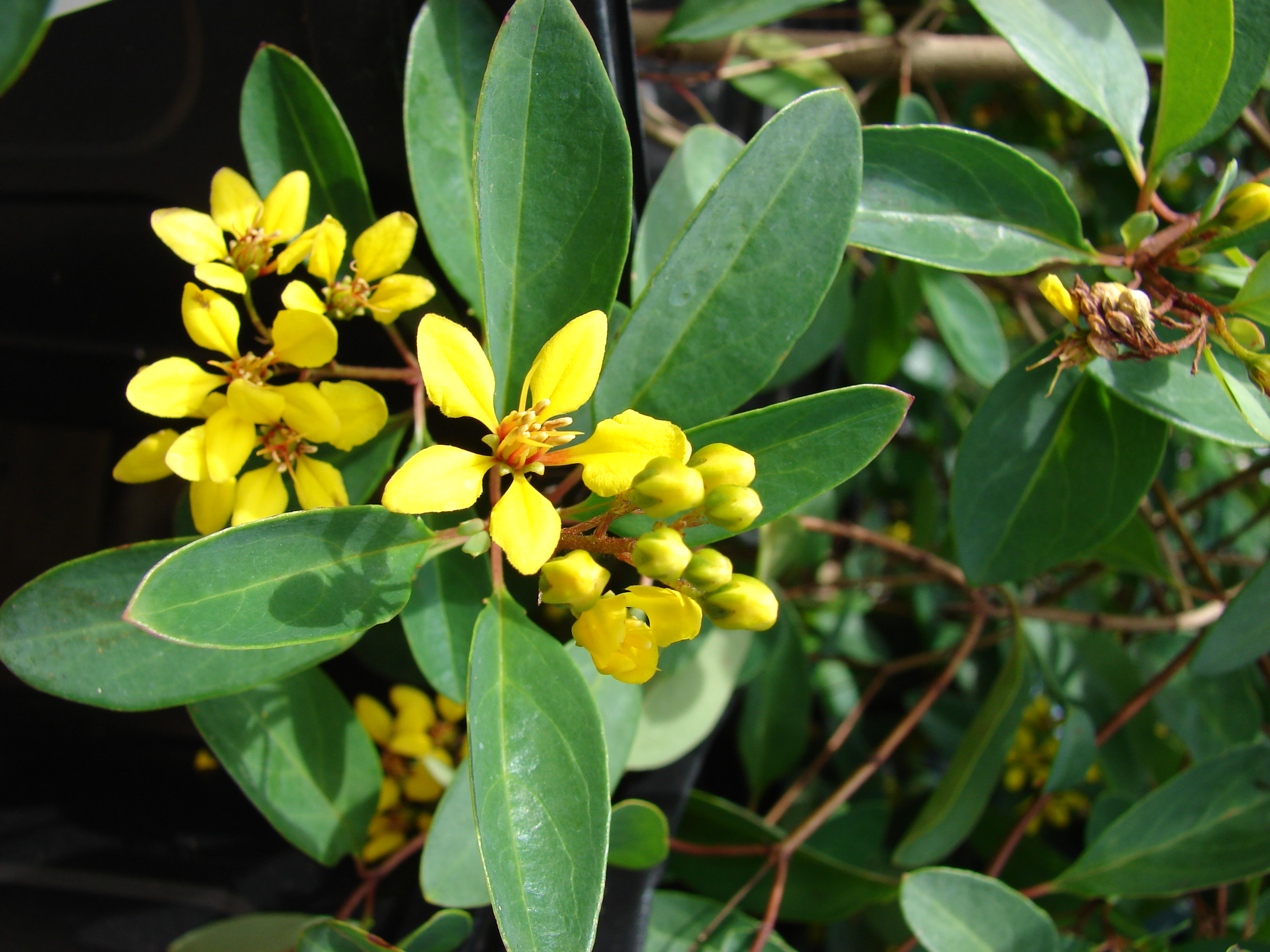
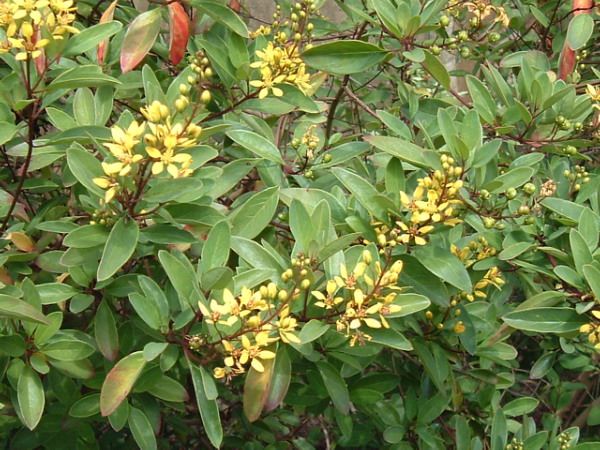
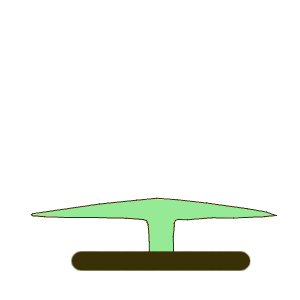